# 一 茶花
一 茶花（はじめ ちゃか）は、日本コカ・コーラから発売されている緑茶飲料。2008年3月発売。国産茶葉100%にくわえ、お茶の花に含まれている成分がメタボリックシンドローム対策に有用であると発表された成分を抽出した「茶花抽出物」が配合されている。

## 「茶葉」から「茶花」への注目
これまではお茶の葉に含まれる成分（主なところでカテキン）が脚光を浴び、カテキン濃度の高さがコレステロール抑制や肥満対策などに効果的というひとつの指標になっていた。花王から発売されている緑茶飲料ヘルシアはまさにその代表格で、その味の苦さ故に飲みにくいと当初は敬遠されていたが、注目度合が高くなるにつれ、飲用層が徐々に増えていった。
お茶の花は椿に似た形で咲くが、咲いてしまうと葉に十分な栄養が行き渡らなくなるため、これまであまり重視されていなかった。しかしお茶の花にも葉と同様にサポニンやフラボノイドが含まれており、2008年2月、メディカルフラワー研究の一環として研究に従事するメンバーで構成された国際茶花研究会が「お茶の花に含まれる成分は、葉と同様にあらゆる成人病の予防に効果的ではないか」と発表した。

## 概要
2008年3月、コカ・コーラ社が発売した「一 茶花」はロート製薬との協働プロジェクト製品として発売すると発表した。茶花抽出物を使用した製品を開発する事を目的とした情報交換が行われた。また茶花抽出物自体は、ハリマ漢方製薬のノウハウに基づくものであり、清涼飲料では初めての試み。ただし、製品は清涼飲料水の範疇を超えるものではないため、研究結果として発表されたメタボリックシンドロームへの有効性を主張することはできない（健康増進法に基づく規制）。
容器サイズは2Lペットボトルから280mlペットボトルまで多数あり、中でも500mlペットボトルはフィットボトルとリーフボトルの2種類が存在する。フィットボトルは店頭で販売するためのもの、リーフボトルは自動販売機で販売するためのものである。形は違うが内容量その他製品特性に違いはない。
また、同年6月、茶花抽出物を増量した「一 茶花 特撰」をコンビニエンスストア限定で発売する。こちらは450mlのスリムボトルタイプ。
2009年3月には茶花（お茶の花）抽出物を従来品の2倍に増量しリニューアルすると共に、「一 茶花 特選」を廃止した。また、2Lペットボトルには同社の無糖茶飲料などに順次導入されている大型ペットボトル「ecoるボトル ラク持ち」を採用した。
「茶花」は各社の登録商標（ロート製薬：日本第5119498号、ほか各社）である。そのうちロート製薬は2008年9月に「茶花美人」という錠剤を発売した。

## CM
発売より数日後、木村祐一を起用した同製品のCMを放映開始した。"メタボ侍"に扮した木村が、しばらく着ていなかったイタリア製の鎧を着ようとして、妻（チャリT企画の吉本菜穂子）に手伝ってもらうも、お腹周りの肉に邪魔されてボタンが弾け飛ぶというユニークな内容となっている。